# Jürgen Dehmel
Jürgen Dehmel, född 12 augusti 1958 i Berlin, är en tysk basist och låtskrivare. Han gick med i gruppen Nena 1981, samt turnerade med Nina Hagen.

### Fotnoter
1. ↑  Bittersuiteband.com Arkiverad 7 oktober 2011 hämtat från the Wayback Machine.